# 熊世謨
熊世謨。湖廣江陵縣人，清朝政治人物。

## 生平
順治十六年（1659年）己亥科進士。出任湖廣蒲圻縣（今屬湖北省赤壁市）教諭。